# Anton Kasanzew
Anton Olegowitsch Kasanzew (russisch Антон Олегович Казанцев; * 26. August 1986 in Rudny, Kasachische SSR) ist ein kasachischer Eishockeyspieler, der seit Januar 2021 beim HK Aqtöbe in der kasachischen Eishockeymeisterschaft unter Vertrag steht.    

## Karriere
Anton Kasanzew begann seine Karriere als Eishockeyspieler im Nachwuchsbereich des HK Sibir Nowosibirsk, für dessen zweite Mannschaft er von 2003 bis 2007 in der Perwaja Liga, der dritten russischen Spielklasse, aktiv war. Anschließend wechselte der Verteidiger zu Barys Astana in die zweitklassige Wysschaja Liga. Nachdem der Klub vor der Saison 2008/09 in die neugegründete Kontinentale Hockey-Liga aufgenommen worden war, absolvierte er insgesamt elf KHL-Spiele, in denen er 62 Strafminuten erhielt. Parallel stand er in acht Spielen für den HK Sary-Arka Karaganda aus Kasachstan in der Wysschaja Liga, der zweiten russischen Spielklasse, auf dem Eis. In den folgenden beiden Spielzeiten kam er zu weiteren Einsätzen in der KHL, spielte jedoch ab 2010 überwiegend für die zweite Mannschaft Astanas in der kasachischen Meisterschaft.
Zur Saison 2011/12 wurde Kasanzew vom HK Sokol Krasnojarsk aus der Wysschaja Hockey-Liga, der zweiten russischen Spielklasse, verpflichtet, den er jedoch bereits nach einem knappen Jahr verließ, um das letzte Saisonspiel beim HK Astana aus der kasachischen Meisterschaft zu verbringen. Anschließend wechselte er in die Wysschaja Hockey-Liga zurück und spielte knapp drei Jahre bei Jermak Angarsk. Anfang 2015 wechselte er zum HK Almaty in die kasachische Liga, wo er die Saison beendete. Seit 2015 spielte er für den Ligarivalen HK Arlan Kökschetau, mit dem er 2018 seine erste kasachische Meisterschaft feiern konnte. 2019 gewann er mit dem Klub den IIHF Continental Cup. Nach fünfeinhalb Jahren verließ er Arlan Kökschetau und schloss sich im Januar 2021 dem HK Aqtöbe an.

### International
Für Kasachstan nahm Kasanzew an den Weltmeisterschaften 2010 und 2014 in der Top-Division teil, bei denen er zu insgesamt acht Einsätzen kam. Bei den Winter-Asienspielen 2017 konnte er mit seinem Team den Titel vor Südkorea gewinnen.

## Erfolge und Auszeichnungen
- 2017 Goldmedaille bei den Winter-Asienspielen
- 2018 Kasachischer Meister mit dem HK Arlan Kökschetau
- 2019 Gewinn des IIHF Continental Cups mit dem HK Arlan Kökschetau

## KHL-Statistik
(Stand: Ende der Saison 2010/11)